# Tifone Vamco
Il tifone Vamco, noto nelle Filippine come tifone Ulisse, era un potente tifone di categoria 4 che ha colpito le Filippine e il Vietnam. Ha anche causato la peggiore inondazione a Metro Manila da Ketsana nel 2009. Vamco è nato come una depressione tropicale a nord-ovest di Palau l'8 novembre 2020, dove ha continuato lentamente la sua rotta nord-ovest fino a raggiungere Quezon. Dopo essere entrato nel Mar Cinese Meridionale, Vamco si è ulteriormente intensificato nel Mar Cinese Meridionale fino al suo ultimo approdo in Vietnam.
Vamco ha fatto il suo primo approdo nelle Filippine verso mezzanotte dell'11 novembre nella provincia di Quezon come un tifone di categoria 2 equivalente. Il tifone ha portato forti piogge nel centro di Luzon e nelle province vicine, inclusa Metro Manila, la capitale nazionale. Le forti piogge causate dal tifone hanno fatto straripare i fiumi, provocando gravi inondazioni a Marikina . Quando il tifone ha attraversato il paese, le dighe di tutta Luzon si sono avvicinate ai punti di fuoriuscita, costringendo le dighe a rilasciare grandi quantità di acqua nei loro pozzi. Mentre la diga Magat si avvicinava al punto di fuoriuscita, tutte e sette le sue porte furono aperte per prevenire il cedimento della diga , che traboccò. Il fiume Cagayan e ha causato inondazioni diffuse a Cagayan e Isabela . Dopo essere entrato nel Mar Cinese Meridionale, Vamco si è ulteriormente intensificato fino a raggiungere il suo breve picco come tifone di categoria 4. Il 15 novembre, Vamco è approdato in Vietnam come un tifone equivalente di categoria 1 prima di dissiparsi poco dopo.
Giorni dopo che il tifone aveva superato le Filippine, le operazioni di soccorso nella valle di Cagayan erano ancora in corso a causa dell'estensione inaspettata delle inondazioni. In risposta agli effetti del tifone, l'intera massa continentale di Luzon è stata posta in uno stato di calamità. Il tifone ha causato 111 vittime (tra cui 101 decessi validati, e altri 10 dispersi), ed i danni causati da Vamco hanno raggiunto 20,3 miliardi.

## Storia meteorologica

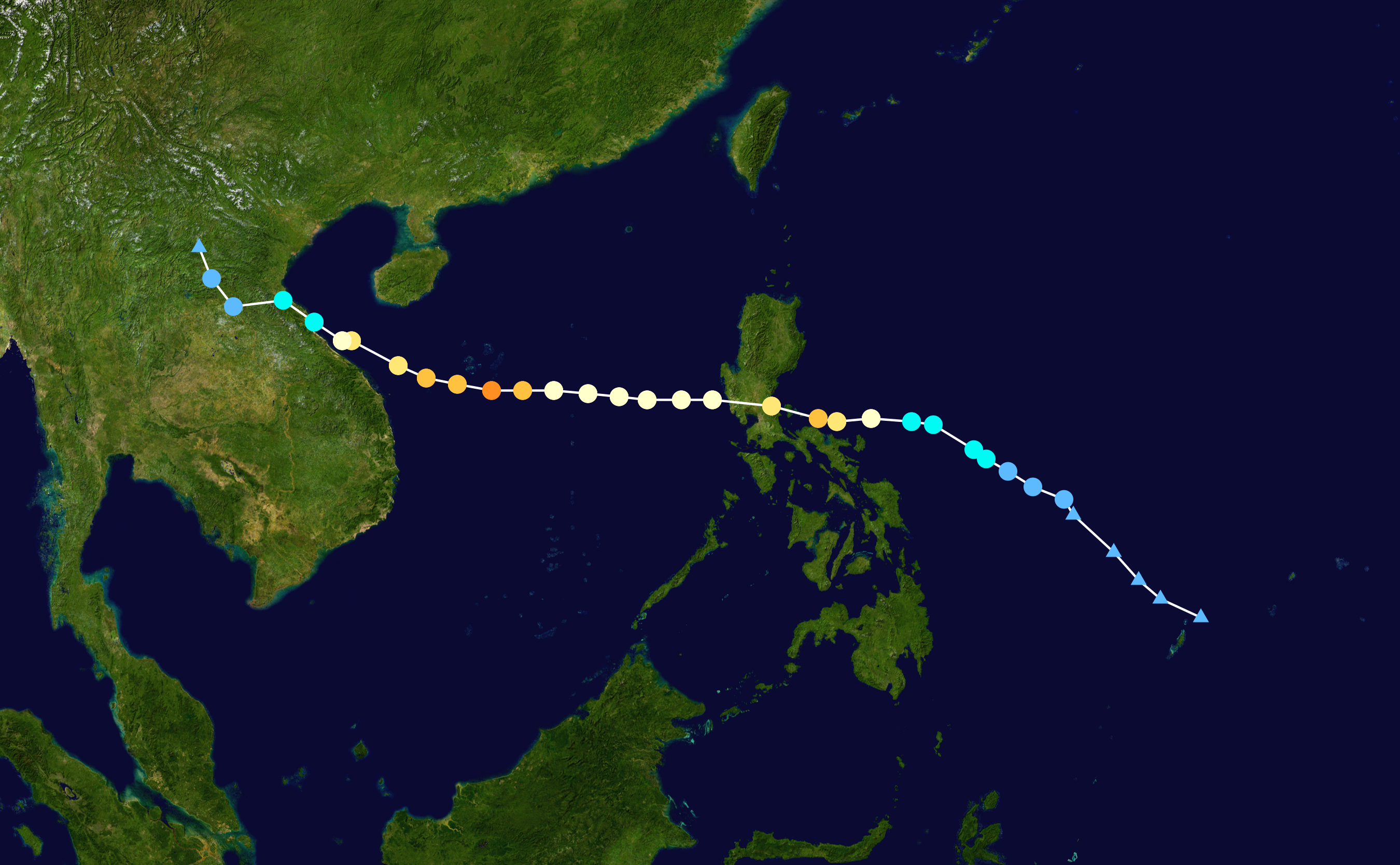
Il tifone Vamco secondo la scala Saffir-Simpson.

L'8 novembre, l'Agenzia meteorologica giapponese (JMA) ha iniziato a tracciare una nuova depressione tropicale a 132 miglia nautiche a nord-nord-ovest di Palau. Alle 12:00 UTC dello stesso giorno, l'Amministrazione dei servizi atmosferici, geofisici ed astronomici (PAGASA) ha dichiarato l'ha dichiarata come una depressione tropicale all'interno dell'area di responsabilità filippina (PAR), e l'ha chiamata Ulisse.  Il giorno successivo alle 7:15 UTC, il sistema si è rafforzato in una tempesta tropicale, spingendo la JMA a identificare il sistema come 'Vamco', segnalandone l'allerta. Mentre il sistema si avvicinava al sud di Luzon, sia il PAGASA che il JMA hanno dichiarato Vamco una grave tempesta tropicale. Vamco è stato quindi aggiornato allo status di tifone dalla JMA l'11 novembre, seguito dal JTWC e dal PAGASA poco dopo. Alle 14:30 UTC dell'11 novembre, Vamco fece il suo primo approdo nella città insulare di Patnanungan, in Quezon. Quindi, circondato da condizioni favorevoli per un'intensificazione, Vamco ha continuato a guadagnare forza e ha raggiunto il suo picco iniziale di intensità, con venti sostenuti di 10 minuti a 130 km / h (81 mph), venti sostenuti di 1 minuto di 176 km / h ( 109 mph) e una pressione di 970 mbar, portando Vamco allo stato di tifone di categoria 2 di fascia alta. Alle 23:20 15:20 UTC e alle 17:40 UTC del giorno successivo, Vamco ha fatto il suo approdo oltre le Bordeaux e le General Nakar. Successivamente, Vamco è sceso di intensità nell'entroterra. Alle 00:00 UTC, Vamco è emerso sul Mar Cinese Meridionale . Il sistema ha lasciato il PAR alle 01:30 UTC quando il PAGASA ha nuovamente dichiarato il sistema come un tifone. Vamco si è gradualmente intensificato nel Mar Cinese Meridionale, intensificandosi rapidamente fino al suo picco a tifone di categoria 4 il 13 novembre. Il tifone si è poi indebolito prima di fare il suo ultimo approdo in Vietnam come tifone di categoria 1 il 15 novembre Poco dopo, il tifone si indebolì ulteriormente trasformandosi in una tempesta tropicale fino a dissolversi a nord del Laos.

## Preparativi

### Filippine
Poiché Vamco si era inizialmente formato all'interno dell'Area di responsabilità filippina, la PAGASA iniziò immediatamente a emettere bollettini meteorologici in previsione del tifone. Le Filippine erano state recentemente colpite da altri tre cicloni tropicali - il tifone Molave, il tifone Goni e la tempesta tropicale Etau - rendendo questo il quarto ciclone tropicale ad avvicinarsi a Luzon nell'ultimo mese. Dopo che Goni ha danneggiato la stazione di monitoraggio meteorologico della PAGASA a Catanduanes, una delle uniche tre stazioni del paese, il monitoraggio del tifone è stato eseguito manualmente. Il PAGASA ha sollevato per primo i segnali del vento del ciclone tropicale già il 9 novembre. Alle 23:00 UTC del 10 novembre, il PAGASA aveva alzato un segnale di vento 2 per 17 province, parti di 6 province, 2 isole e la regione della capitale nazionale, Metro Manila. Anche il National Disaster Risk Reduction Management Council (NDRRMC) ha iniziato a inviare avvisi di emergenza agli utenti di telefoni cellulari riguardo a possibili mareggiate. L'NDRRMC ha successivamente utilizzato questo stesso sistema per allertare i cittadini nelle aree sotto il segnale n.3. 
I residenti nelle isole Pollilo e nel Luzon centrale sono stati costretti a evacuare un giorno prima dello sbarco della tempesta. 14.000 residenti dovevano essere evacuati anche a Camarines Norte. La regione di Bicol, una delle regioni più colpite da Goni il mese prima, ha evacuato 12.812 persone prima della tempesta in arrivo. Oltre 2.071 passeggeri sono rimasti bloccati nei porti di più regioni d Luzon a causa del peggioramento delle condizioni del mare. Philippine Airlines ha sospeso i voli a causa del maltempo portato da Vamco. L'ufficio del presidente delle Filippine ha sospeso il lavoro negli uffici governativi e nelle lezioni online nelle scuole pubbliche in 7 regioni, inclusa la National Capital Region.12 ore prima dell'atterraggio del tifone, il PAGASA ha lanciato l'allarme del segnale n. 3 per le aree che sarebbero state colpite dal tifone all'atterraggio, tra cui Metro Manila e l'intero Luzon cnetrale. L'Istituto filippino di vulcanologia e sismologia ha quindi emesso avvertimenti lahar per il vulcano Mayon, il vulcano Taal e il monte Pinatubo poche ore prima dell'arrivo del tifone. Prima dell'approdo del tifone, almeno 231.312 individui furono evacuati dalle unità del governo locale. 
Vamco ha colpito mentre le Filippine erano nel mezzo della pandemia di COVID-19 e varie sezioni del paese erano sotto una qualche forma di quarantena. 

### Vietnam

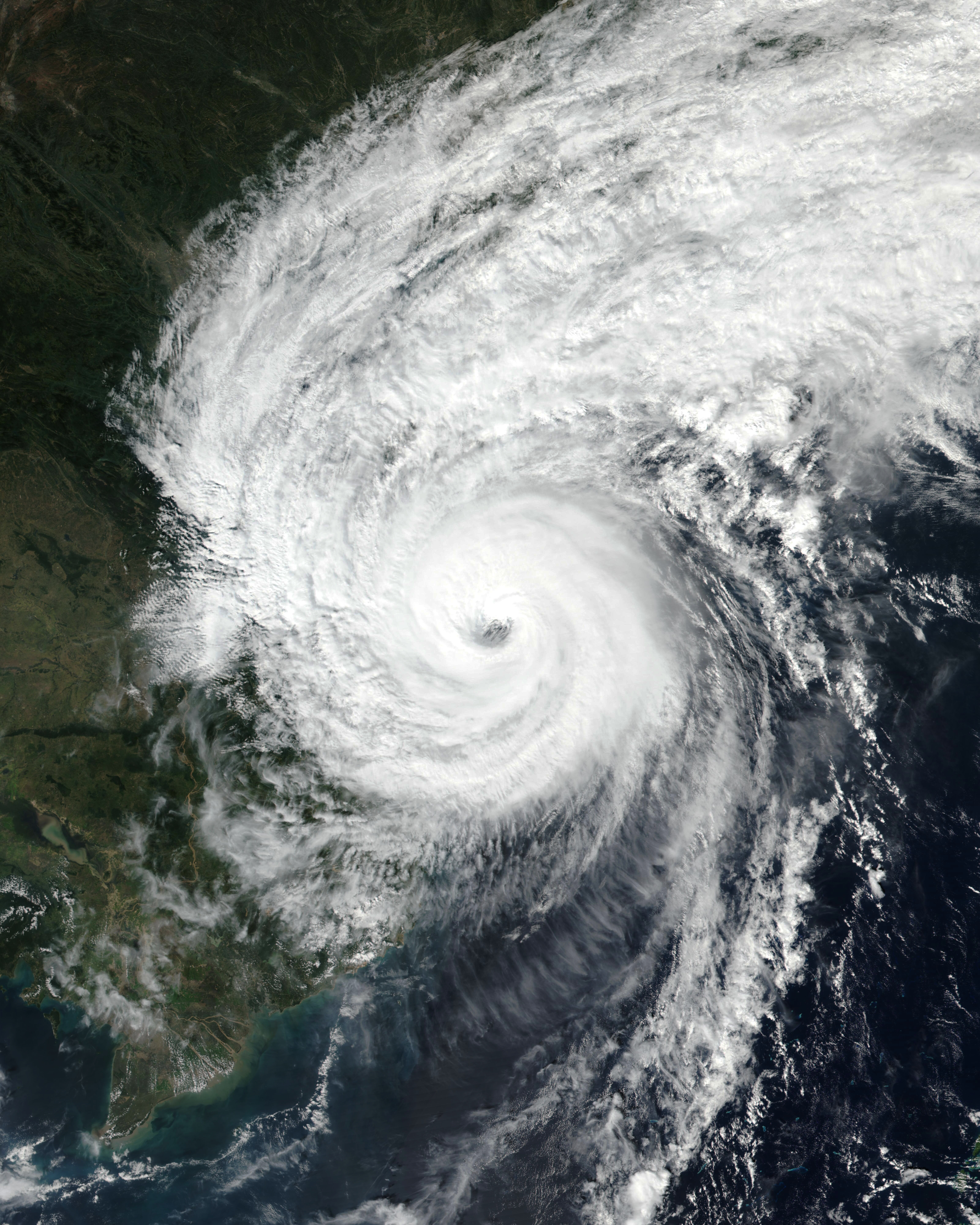
Il tifone Vamco si avvicina al Vietnam il 14 novembre 2020.

Il 14 novembre, il governo vietnamita ha ordinato ad almeno 460.000 persone di evacuare dalle zone costiere. La mattina dello stesso giorno, tutti i voli in cinque aeroporti, inclusi Da Nang, Chu Lai, Phu Bai, Dong Hoi e Vinh furono sospesi o rimandati.